# Воля (Донецкая область)
Воля (укр. Воля) — село на Украине, находится в Тельмановском районе Донецкой области. Под контролем самопровозглашённой Донецкой Народной Республики.

## География

#### Соседние населённые пункты по странам света
С: —
СЗ: Первомайское, Мичурино, Богдановка
СВ: Розовка, Вершиновка
З: Новая Марьевка
В: Черевковское, Кузнецово-Михайловка
ЮЗ: Тельманово
ЮВ: Первомайское, Зерновое, Греково-Александровка, Терновка
Ю: Свободное

## Население
Население по переписи 2001 года составляло 103 человека.

## Общие сведения
Код КОАТУУ — 1424885902. Почтовый индекс — 87133. Телефонный код — 6279.

## Адрес местного совета
87133, Донецкая область, Тельмановский р-н, с.Первомайское